# Репенка (Алексеевский район)
Репенка — село в Алексеевском районе (городском округе, с 2018) Белгородской области, центр Репенского сельского поселения.

## Описание
Расположено в восточной части области, в 18 км к северу от районного центра, города Алексеевки.  
| 1859 | 1897  | 2002 | 2010 |
| ---- | ----- | ---- | ---- |
| 835  | ↗1244 | ↘581 | ↘572 |

Улицы и переулки
| - ул. Заречная - ул. Молодежная - ул. Подгорная - ул. Садовая - ул. Центральная | - Центральный пер. |

## История
Репенка возникла в конце XVIII века.
Упоминается в Памятной книжке Воронежской губернии за 1887 год как "село Рѣпенка" Ольшанской волости Бирюченского уезда. Число жителей обоего пола — 1061, число дворов — 157.

## Образование
В селе действует Муниципальное бюджетное общеобразовательное учреждение «Репенская средняя общеобразовательная школа».

## Религия
Репенка относится к Валуйско-Алексеевской епархии.
В селе действует храм Великомученика Георгия Победоносца. Репенская церковь с одноименным названием упоминается уже в Памятной книжке Воронежской губернии за 1875 год, стр. 106.

### Памятники и мемориалы
Братская могила советских воинов, погибших в боях с фашистскими захватчиками в 1943 году.

## Известные люди
Брянцев, Егор Павлович (1909 — 1982) — полный кавалер Ордена Славы, родился в с. Репенке.